# Acacia oerfota
Acacia oerfota är en ärtväxtart som först beskrevs av Peter Forsskål, och fick sitt nu gällande namn av Georg August Schweinfurth. Acacia oerfota ingår i släktet akacior, och familjen ärtväxter. Inga underarter finns listade i Catalogue of Life.